# Naturschutzgebiet Weberstein

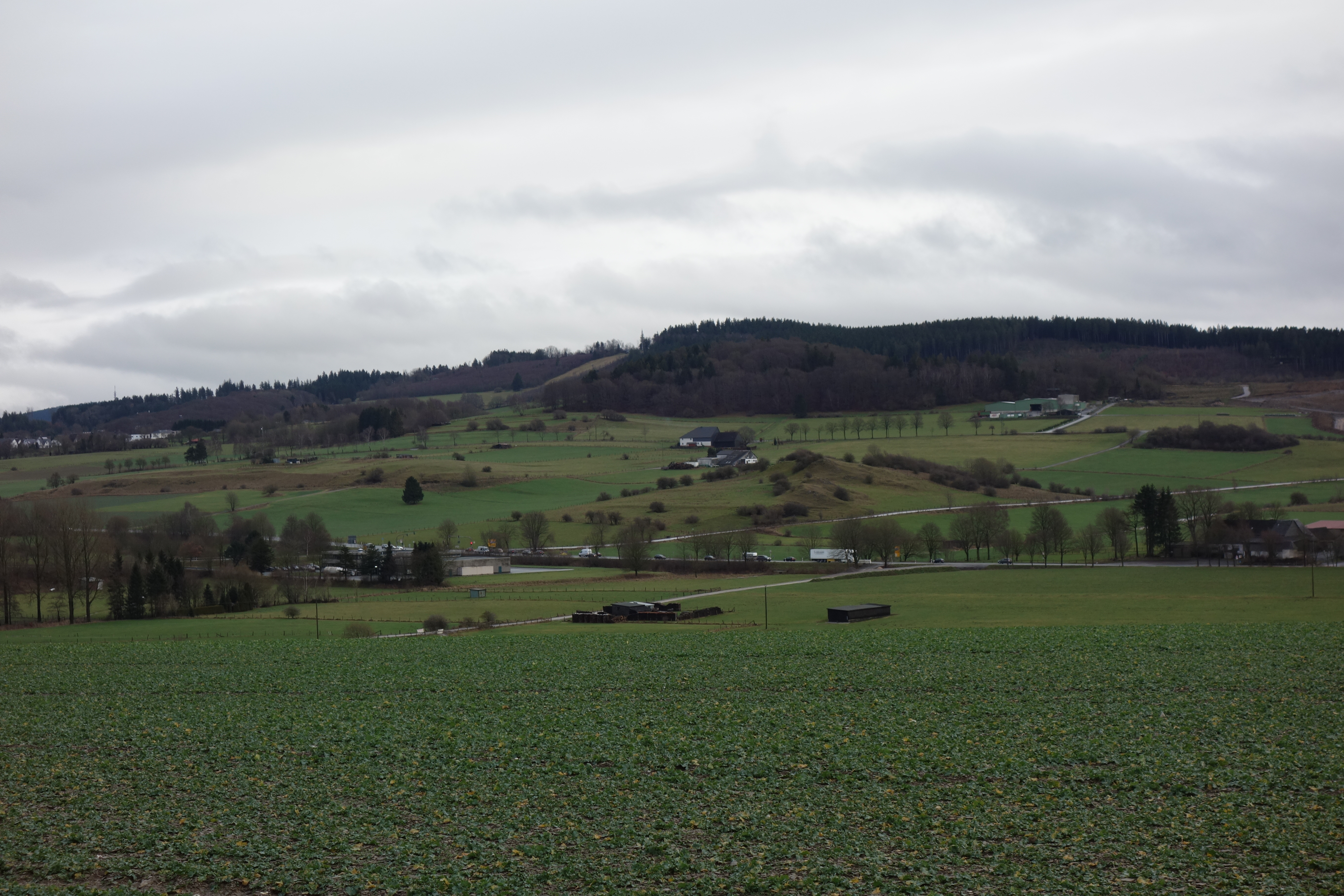
Naturschutzgebiet Weberstein mit Umgebung

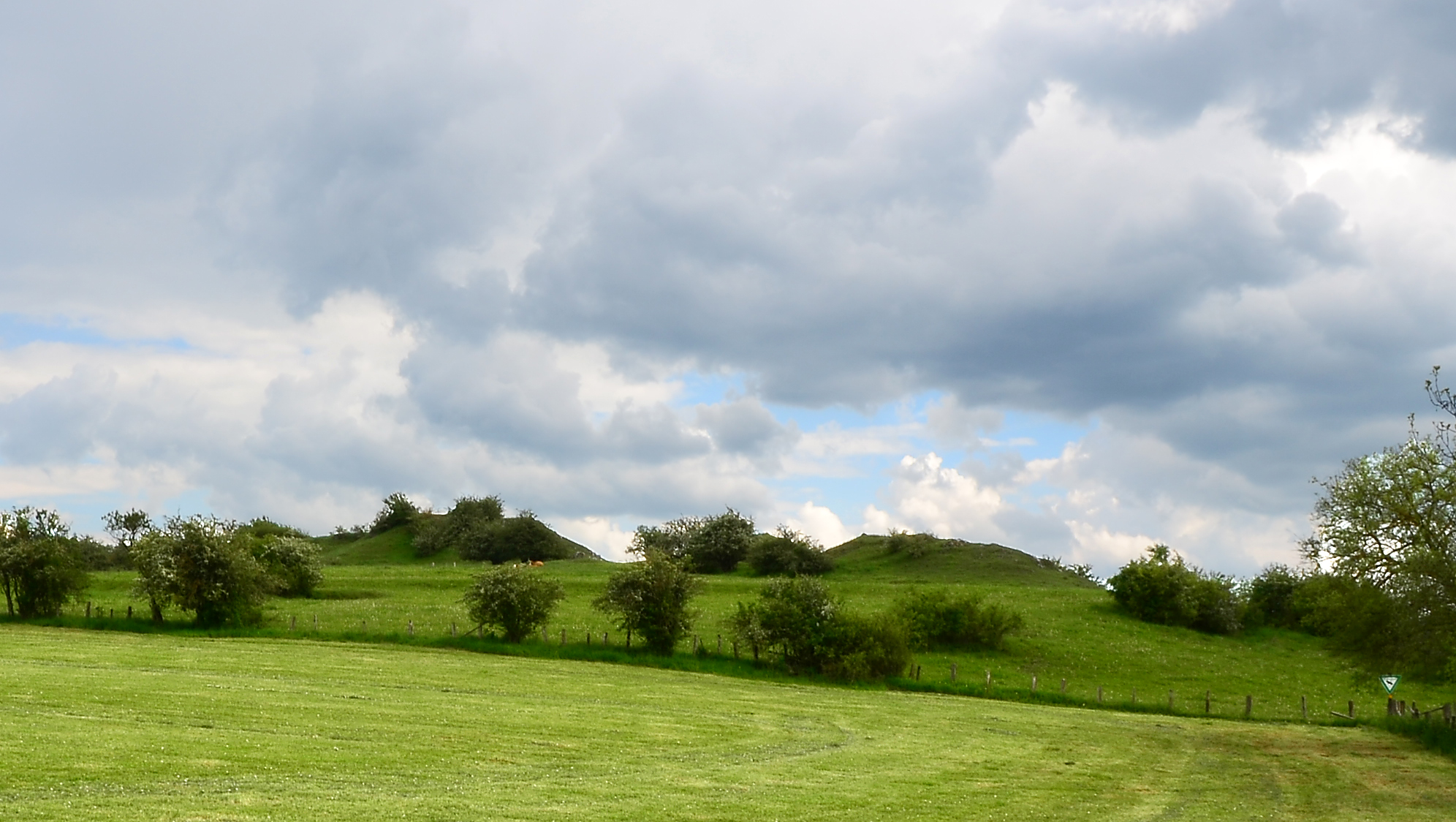
Naturschutzgebiet Weberstein

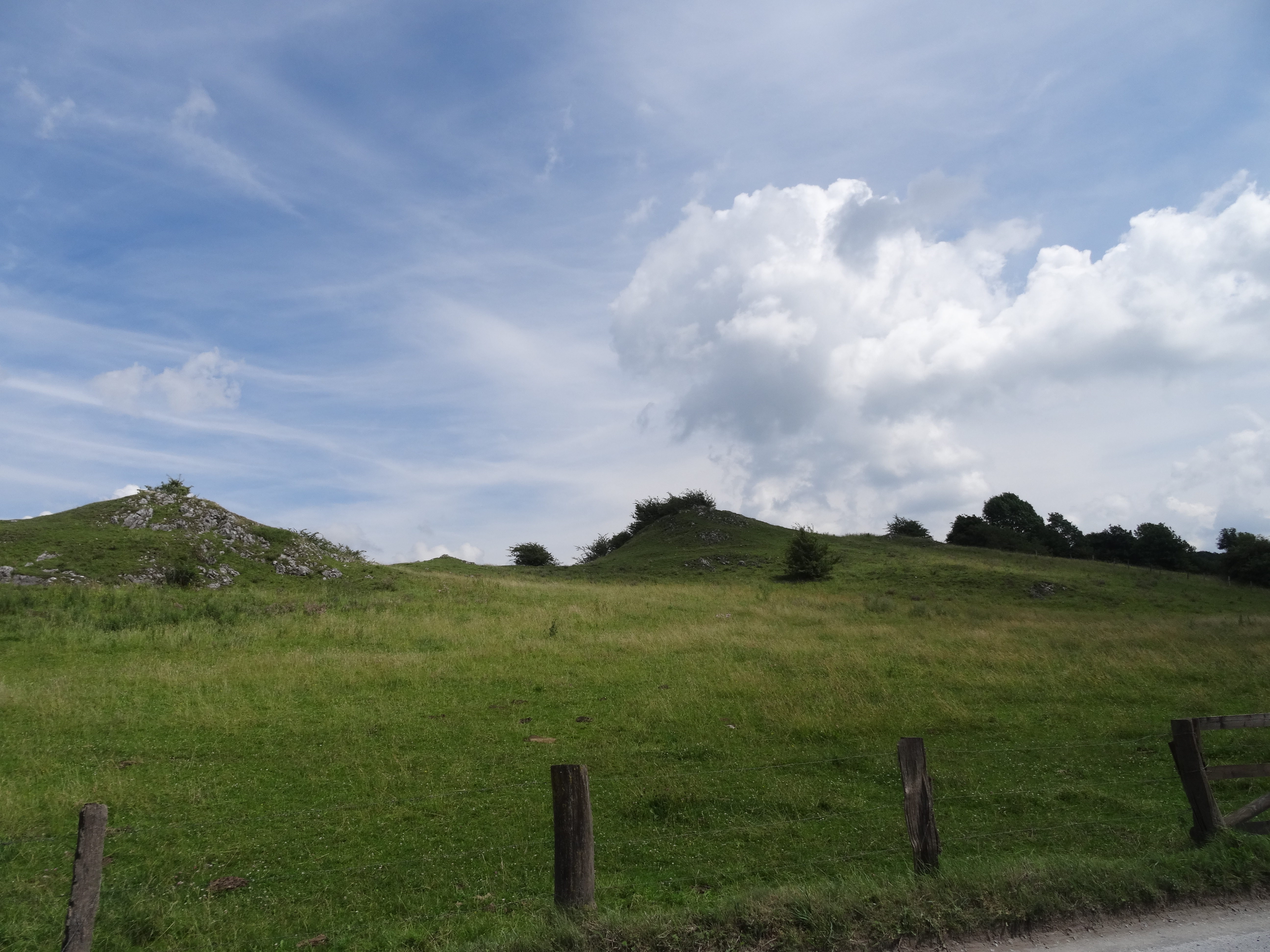
Teilansicht

Das Naturschutzgebiet Weberstein mit einer Größe von 6,99 ha liegt westlich von Brilon. Das Gebiet wurde 2008 mit dem Landschaftsplan Briloner Hochfläche durch den Hochsauerlandkreis als Naturschutzgebiet (NSG) ausgewiesen. Es ist eines von 31 Naturschutzgebieten in Brilon, welche zur Gruppe der Kalkkuppen mit speziellen Verboten gehören. Drei Teilflächen des NSG gehören zum FFH-Gebiet Kalkkuppen bei Brilon (DE 4617-303). Das NSG ist umgeben vom Landschaftsschutzgebiet Grünlandverbund Aa.

## Gebietsbeschreibung
Beim NSG handelt es sich um die von Südosten nach Nordwesten verlaufende Bergkuppe Weberstein. Der Bergrücken ist durch mehrere Kuppen und Mulden reliefiert. An der Kuppe treten Felsen offen zu Tage. Es befinden sich Fels- und Grünlandbereiche mit Gehölzen im NSG. Zum Grünland gehören auch kleinflächige, wertvolle und artenreiche Magerrasen. Die verflachten Hangteile im NSG werden von Frisch- und Fettweiden eingenommen. Dieses intensivere Grünland geht in die Magerrasen teilweise in mäßig artenreiche Magerweiden über. Der südöstliche Gebietsteil wird, im Gegensatz zum Rest des NSG, nicht mit Rindern beweidet. Das Schutzgebiet wird durch dornstrauchreiche Hecken und Gebüsche strukturiert.
Meist wächst im NSG Schaf-Schwingel und die Krautschicht ist artenreich. Im südlichen NSG-Ausläufer wächst Männliches Knabenkraut. Im Südosten des Schutzgebietes wachsen nährstoffreiche Glatthaferwiesen. Im NSG brütet der Neuntöter.
Im Fachinformationssystem des Landesamtes für Natur, Umwelt und Verbraucherschutz Nordrhein-Westfalen steht zum NSG: „Auf der intensiv agrarisch genutzten Briloner Hochfläche sind die Reste früher weiter verbreiteter Kalkmagerrasenvegetation besonders schutzwürdig. Felsige Flächen im Kuppenbereich sowie dornstrauchreiche Hecken und Gebüsche erhöhen die Strukturvielfalt und Wertigkeit.“

## Schutzzweck
Im NSG sollen die artenreichen Fels- und Grünlandbereiche geschützt werden. Wie bei allen Naturschutzgebieten in Deutschland wurde in der Schutzausweisung darauf hingewiesen, dass das Gebiet „wegen der Seltenheit, besonderen Eigenart und Schönheit des Gebietes“ zum Naturschutzgebiet wurde. Der Landschaftsplan führt zum Schutzzweck auf: „Erhaltung eines artenreichen Fels- und Magerweidenstandortes als Lebensraum von tlw. seltenen und gefährdeten Pflanzenarten sowie als wichtige Teilfläche im regionalen Verbund ähnlicher Biotopstrukturen; dauerhafte Sicherung einer extensiven Grünlandnutzung auf ungünstigen Standorten durch Vertragsangebote zur Erhaltung dieses Biotopmosaiks; Sicherung der Kohärenz und Umsetzung des europäischen Schutzgebietssystems ‚Natura 2000‘.“

## Verbote
Zu den normalen Verboten in Naturschutzgebieten kommen beim NSG Weberstein wie bei den anderen 30 Kalkkuppen zusätzliche Verbote hinzu. Es ist verboten, die Briloner Kalkkuppen zu düngen, zu walzen und zu schleppen. Es dürfen nicht mehr als zwei Großvieheinheiten pro Hektar gleichzeitig weiden. Ferner darf erst ab dem 1. Juli eines Jahres gemäht werden.